# Montbovon
Montbovon is een plaats en voormalige gemeente in het district Gruyère, kanton Fribourg, Zwitserland.
Montbovon ging in 2002 samen met Albeuve, Lessoc en Neirivue op in de gemeente Haut-Intyamon.